# Ein unverbesserlicher Dickkopf
Pour plus de détails, voir Fiche technique et Distribution.
Ein unverbesserlicher Dickkopf (en français, Un entêtement incorrigible) est un téléfilm allemand réalisé par Michael Faust diffusé en 2007.

## Synopsis
Balthasar Pellkofer a fait de la pépinière de son père une petite entreprise. Depuis que sa femme est morte il y a dix ans, l'homme énergique ne vivait que pour ses fleurs. Cela lui fait d'autant plus mal de renoncer à son entreprise. Il ne peut tout simplement pas rivaliser avec les prix bas du grand magasin. Mais il ne renonce pas, parce qu'il pense rapidement trouver du travail. Il refuse ainsi l'aide de sa fille Maxi. Même s'il est obstiné, Balthasar agit en vain. Il préfère louer sa villa, pour garantir un niveau de vie. Le couple d'architectes Claire et Guido Mortensen s'installent, tandis que Balthasar va occuper le sous-sol. Il fait la connaissance de la mère de Claire, Annette Eggers. Pendant qu'elle lui donne des conseils, ils sont de plus en plus proches.

## Fiche technique
- Titre : Ein unverbesserlicher Dickkopf
- Réalisation : Michael Faust assisté de Claude Giffel et de Michael Kühne
- Scénario : Sophia Krapoth
- Musique : Siggi Mueller, Jörg Magnus Pfeil (de)
- Direction artistique : Gudrun Roscher
- Costumes : Anne Jendritzko
- Photographie : Thomas Merker (de)
- Son : Sylvain Remy
- Montage : Katharina Schmidt
- Production : Gabriele Graf, Micha Terjung
- Sociétés de production : ARD Degeto Film, Eyeworks Fiction Cologne
- Société de distribution : ARD
- Pays d'origine :  Allemagne
- Langue : allemand
- Format : Couleurs - Dolby SR
- Genre : Comédie
- Durée : 87 minutes
- Dates de diffusion :
  - Allemagne : 27 mai 2007 sur ARD.

## Distribution
- Fritz Wepper : Balthasar Pelkofer
- Jasmin Schwiers : Maxi Pelkofer
- Angela Roy (de) : Annette Eggers
- Wanja Mues : Paul Berger
- Nina Bott : Claire Mortensen
- Kai Ivo Baulitz (de) : Guido Mortensen
- Bernd Herzsprung (de) : Günther Priebusch
- Oliver Moser (de) : Karsten
- Andreas Windhuis (de) : M. Müller
- Susanne Seidler (de) : Mme Gäde
- Alexander Beyer : Hans W. Thäsler
- Anna Werner : Carolin

## Audience
Lors de sa première diffusion le 27 mai 2007 sur ARD, le téléfilm réunit 4,89 millions de téléspectateurs, soit 17,2% des parts de marché.

## Source de traduction
- (de) Cet article est partiellement ou en totalité issu de l’article de Wikipédia en allemand intitulé « Ein unverbesserlicher Dickkopf » (voir la liste des auteurs).